# Route 83A (Manitoba)
La Route 83A (PTH 83A) est une route auxiliaire de la route 83 dans la ville de Swan River au Manitoba. Son segment sud est l'ancien tracé de la route 83 dans la ville.

## Description du tracé
La route 83A débute à l'intersection avec la route 83 au sud de Swan River et devient Centennial Drive alors qu'elle entre dans les limites de la ville. À l'intersection avec Main Street, elle tourne vers l'est sur cette dernière. Elle rencontre la route 10A (4th Avenue) un peu plus loin, là où se situe l'ancien terminus nord de la route 83. À cette intersection, les routes forment un multiplex vers l'est jusqu'à l'intersection avec la route 10 et la route 83.

## Intersections majeures
| Division                                      | Ville      | km   | Destinations                                                   | Notes |
| --------------------------------------------- | ---------- | ---- | -------------------------------------------------------------- | --- |
| No. 20                                        |            | 0,00 | PTH-83 – Roblin, Dauphin                                       | PTH-83A sud devient la PTH-83 sud                                                                             |
| No. 20                                        | Swan River | 2,70 | PTH-10A nord (Fourth Avenue)                                   | Terminus sud du multiplex avec la PTH-10A                                                                     |
| No. 20                                        | Swan River | 4,10 | PTH-10 – Dauphin, Le Pas PTH-83 sud – Roblin Fin de la PTH-10A | Terminus nord du multiplex avec la PTH-10A; terminus nord de la PTH-83; la PTH-83A nord devient la PTH-10 sud |
| - Terminus de multiplex - Transition de route |            |      |                                                                | |